# Live Acoustic
Live Acoustic is een ep van Avril Lavigne. Het is de tweede ep van Lavigne en bevat in totaal zes nummers; de totale duur ervan is ruim twintig minuten
De ep werd op 1 juli 2004 uitgebracht en omvat voornamelijk liedjes van haar studioalbum Under My Skin. De opnames werden tijdens een tour door Noord-Amerika gemaakt.

## Nummers
1. "He Wasn't" - 3:16
2. "My Happy Ending" - 3:56
3. "Sk8er Boi" - 3:37
4. "Don't Tell Me" - 3:38
5. "Take Me Away" - 2:55
6. "Nobody's Home" - 3:42